# Clandestino (album Manu Chao)
Clandestino è il primo album in studio da solista di Manu Chao, pubblicato il 6 ottobre 1998.

## Tracce
1. Clandestino – 2:28
2. Desaparecido – 3:47
3. Bongo Bong – 2:38
4. Je ne t'aime plus – 2:03
5. Mentira... – 4:37
6. Lagrimas de oro – 2:58
7. Mama Call – 2:21
8. Luna y sol – 3:07
9. Por el suelo – 2:21
10. Welcome to Tijuana – 4:04
11. Dia Luna...dia pena – 1:30
12. Malegria – 2:55
13. La vie a 2 – 3:01
14. Minha galera – 2:22
15. La despedida – 3:10
16. El viento – 2:26

## Classifiche
| Classifica (1998-99) | Posizione massima |
| -------------------- | ----------------- |
| Austria              | 13                |
| Belgio (Fiandre)     | 20                |
| Belgio (Vallonia)    | 20                |
| Danimarca            | 29                |
| Francia              | 1                 |
| Germania             | 14                |
| Grecia               | 6                 |
| Italia               | 5                 |
| Norvegia             | 35                |
| Nuova Zelanda        | 10                |
| Paesi Bassi          | 45                |
| Spagna               | 71                |
| Svizzera             | 9                 |